# Peter Eriksson (neurocientífico)
Peter Eriksson (5 de junio de 1959 – 2 de agosto de 2007) fue un neurocientífico sueco, especialista en células madre.
Eriksson fue un científico frecuentemente citado que realizó una investigación pionera sobre la neurogénesis en el hipocampo del cerebro humano adulto. En 1998, demostró la creación de células nerviosas en el hipocampo humano adulto. Demostró que se crean nuevas células cerebrales a lo largo de toda la vida humana y que la integración de las nuevas células cerebrales en el cerebro depende de los estímulos que ofrece el entorno, proporcionando así una perspectiva que podría mejorar el tratamiento de pacientes con daños neurológicos.
También dilucidó el mecanismo de la neurogénesis, que potencialmente podría conducir a la cura de una variedad de enfermedades neurológicas, incluida la enfermedad de Alzheimer.